# John Travolta
John Joseph Travolta (Englewood, New Jersey, 1954. február 18. –) Golden Globe- és Primetime Emmy-díjas, kétszeresen Oscar-díjra jelölt amerikai színész, filmproducer és énekes.
Az 1970-es években vált híressé a Welcome Back, Kotter című szituációs komédiával (1975–1979), valamint a Carrie (1976), a Szombat esti láz (1977) és a Grease (1978) című filmekkel. Színészi pályafutása az 1980-as évek folyamán hanyatlásnak indult, de az 1994-ben bemutatott Ponyvaregény ismét meghozta számára az elismerést.
2016-ban kapta meg első Primetime Emmy-díját, producerként az American Crime Story Az O. J. Simpson-ügy című második évadjáért. A sorozattal, Robert Shapiro ügyvéd megformálásáért Primetime Emmy- és Golden Globe-díjra jelölték.
1991-ben összeházasodott Kelly Prestonnal. Házasságuk egészen 2020-ig Preston haláláig tartott. Több közös filmjük is készült. Három gyermekük született.

## Élete és pályafutása
Travolta hatéves korától már táncórákat vett Gene Kelly testvérétől, Fred Kellytől, tizenhat évesen otthagyta az iskolát, hogy ideje nagy részét a színészetre fordítsa. Filmszínészi karrierje egy véletlennek köszönhetően indult be. Allan Carr producer már régebb óta sikertelenül kereste a tökéletes férfi főszereplőt tervezett Grease című filmje számára, míg egy napon szállodai szobájának a tévéjében meg nem látta az akkor még szinte ismeretlen John Travoltát egy tévésorozatban (Welcome Back, Kotter). Azonnal felhívta a szobából a film másik producerét, Robert Stigwoodot, hogy kapcsoljon az adott csatornára. A személyes találkozó során Travolta olyan mély benyomást gyakorolt rájuk, hogy három filmre szóló szerződést kötöttek vele, melynek első darabja az 1977-es Szombat esti láz volt. Az egy egész generáció életérzését megragadó film hisztérikus sikert aratott, John Travolta egyik napról a másikra az ismeretlenségből Oscar-díj jelölt szupersztárrá vált. Második filmje, a Grease 1978 nyarán került bemutatásra. A rock and roll korszak húsz évvel korábbi aranykorának tisztelgő film minden idők legsikeresebb filmmusicalje lett. Noha a diszkó-korszak 1980 utáni hanyatlásával a Szombat esti láz életérzése gyorsan divatjamúlttá vált, a Grease népszerűsége évtizedek alatt sem csökkent.
John Travolta 1981-ben még feltűnt a Halál a hídon című krimiben, utána következett Sylvester Stallone táncfilmje, a Szombat esti láz folytatása, az Életben maradni (1983), amely azonban csak papírízű ismétlése a „táncolj a sikerért” formulájának. A film hatalmasat bukott, akárcsak a Két fél egy egész (1983), melyben a Grease után másodszor játszott Olivia Newton-John partnereként. A két film bukását karrierje is súlyosan megsínylette, a nyolcvanas években csak tévéfilmekben és mindössze három mozifilmben szerepelt. A részleges visszatérést a Nicsak, ki beszél! sorozata jelentette, de ez még mindig csak Travolta képességeinek töredékét hasznosítja. Az elismertséget Quentin Tarantino Arany Pálma-díjas Ponyvaregénye (1994) hozta meg számára, amikor végre ismét egy kultfilmben tündökölhetett. A rendező nagy Travolta-rajongó volt, s Vincent Vega szerepét egyenesen kedvenc színészének írta, akit alakításáért újra Oscar-díjra jelöltek. A rákövetkező évben a Szóljatok a köpcösnek! (1995) című vígjátékban nyújtott alakításért Golden Globe-díjat kapott.
Ma a legjobban kereső filmsztárok egyike, húszmillió dollár körül kap filmenként. 1997-ben az angol Empire magazin minden idők 100 legnagyobb sztárja közé választotta. 2008-ban ismét jelölték Golden Globe-ra, mint a legjobb vígjáték vagy musical kategóriában a Hajlakk című filmben.
2012-ben Olivia Newton-Johnnal közösen karácsonyi albumot adott ki. A This Christmas című album november közepén jelent meg. Az I Think You Might Like It című John Farrar dalból videóklip is készült kettejük közreműködésével.

## Magánélete
Testvérei, Joey, Ellen, Ann és Sam szintén a show-bizniszben dolgoznak. Feleségétől, Kelly Preston színésznőtől 1992-ben született első gyermeke, Jett, 2000-ben pedig Ella Bleu.
Szenvedélyes pilóta, saját repülőgépei vannak, szeretne a kozmoszba is repülni. A Szcientológia Egyház tagja.
16 éves gyermekük, Jett 2009. január 2-án egy bahamai üdülésen halt meg. Hiányának betöltése miatt ismét gyermeket vállaltak feleségével, 2010-ben született meg Benjamin.

## Filmográfia

### Film
Filmproducer
| Év   | Magyar cím        | Eredeti cím                                | Rendező              | Megjegyzések        |
| ---- | ----------------- | ------------------------------------------ | -------------------- | ------------------- |
| 1997 | Életem szerelme   | She's So Lovely                            | Nick Cassavetes      | vezető filmproducer |
| 2000 | Háború a Földön   | Battlefield Earth: A Saga of the Year 3000 | Roger Christian      |                     |
| 2015 | Bűnös utakon      | Criminal Activities                        | Jackie Earle Haley   | vezető filmproducer |
| 2018 | Gotti             | Gotti                                      | Kevin Connolly       | vezető filmproducer |
| 2018 | Halálos száguldás | Speed Kills                                | Jodi Scurfield       | vezető filmproducer |
| 2019 |                   | Trading Paint                              | Karzan Kader         |                     |
| 2019 | Mérgező rózsa     | The Poison Rose                            | George Gallo         | vezető filmproducer |
| 2019 | Mérgező rózsa     | The Poison Rose                            | Francesco Cinquemani | vezető filmproducer |
| 2019 | A fanatikus       | The Fanatic                                | Fred Durst           |                     |

Filmszínész
| Év   | Magyar cím                    | Eredeti cím                                | Szerep                    | Magyar hang       | Rendező              |
| ---- | ----------------------------- | ------------------------------------------ | ------------------------- | ----------------- | -------------------- |
| 1975 | Az ördög esője                | The Devils Rain                            | Danny                     |                   | Robert Fuest         |
| 1976 | Carrie                        | Carrie                                     | Billy Nolan               | Haás Vander Péter | Brian De Palma (1.)  |
| 1976 | Carrie                        | Carrie                                     | Billy Nolan               | Király Attila     | Brian De Palma (1.)  |
| 1977 | Szombat esti láz              | Saturday Night Fever                       | Tony Manero               | Kerekes József    | John Badham          |
| 1978 | Grease                        | Grease                                     | Danny Zuko                | Gergely Róbert    | Randal Kleiser       |
| 1978 | Grease                        | Grease                                     | Danny Zuko                | Széles Tamás      | Randal Kleiser       |
| 1978 |                               | Moment by Moment                           | Strip Harrison            |                   | Jane Wagner          |
| 1980 | Városi cowboy                 | Urban Cowboy                               | Bud                       | Rudolf Péter      | James Bridges (1.)   |
| 1981 | Halál a hídon                 | Blow Out                                   | Jack Terry                | Kautzky Armand    | Brian De Palma (2.)  |
| 1983 | Életben maradni               | Staying Alive                              | Tony Manero               | Gergely Róbert    | Sylvester Stallone   |
| 1983 | Két fél egy egész             | Two of a Kind                              | Zack Melon                |                   | John Herzfeld        |
| 1985 | Ingerlő idomok                | Perfect                                    | Adam Lawrence             | Kerekes József    | James Bridges (2.)   |
| 1989 | Zűrös páros                   | The Experts                                | Travis                    | Széles László     | Dave Thomas          |
| 1989 | Nicsak, ki beszél!            | Look Who's Talking                         | James Ubriacco            | Gáti Oszkár       | Amy Heckerling (1.)  |
| 1990 | Nicsak, ki beszél még!        | Look Who`s Talking Too                     | James Ubriacco            | Gáti Oszkár       | Amy Heckerling (2.)  |
| 1991 | Rock'n'roll sztori            | Shout                                      | Jack Cabe                 | Zubornyák Zoltán  | Jeffrey Hornaday     |
| 1991 | Angyali szemek                | Eyes of an Angel                           | Bobby                     | Gergely Róbert    | Robert Harmon        |
| 1991 | Angyali szemek                | Eyes of an Angel                           | Bobby                     | Széles Tamás      | Robert Harmon        |
| 1993 | Nicsak, ki beszél most!       | Look Who's Talking Now                     | James Ubriacco            | Gáti Oszkár       | Tom Ropelewski       |
| 1994 | Ponyvaregény                  | Pulp Fiction                               | Vincent Vega              | Széles László     | Quentin Tarantino    |
| 1995 | Szóljatok a köpcösnek!        | Get Shorty                                 | Chili Palmer              | Széles László     | Barry Sonnenfeld     |
| 1995 | Szóljatok a köpcösnek!        | Get Shorty                                 | Chili Palmer              | Forgács Péter     | Barry Sonnenfeld     |
| 1995 | Fekete Amerika                | White Man's Burden                         | Louis Pinnoch             | Széles László     | Desmond Nakano       |
| 1996 | Michael                       | Michael                                    | Michael                   | Sörös Sándor      | Nora Ephron (1.)     |
| 1996 | A csodabogár                  | Phenomenon                                 | George Malley             | Csankó Zoltán     | Jon Turteltaub       |
| 1996 | Rés a pajzson                 | Broken Arrow                               | Vic `Deak` Deakins őrnagy | Rudolf Péter      | John Woo (1.)        |
| 1997 | Őrült város                   | Mad City                                   | Sam                       | Rátóti Zoltán     | Costa-Gavras         |
| 1997 | Ál/Arc                        | Face/Off                                   | Sean Archer / Castor Troy | Csankó Zoltán     | John Woo (2.)        |
| 1997 | Életem szerelme               | She's So Lovely                            | Joey Germoni              | Gergely Róbert    | Nick Cassavetes      |
| 1998 | Zavaros vizeken               | A Civil Action                             | Jan Schlichtmann          | Czvetkó Sándor    | Steven Zaillian      |
| 1998 | Az őrület határán             | The Thin Red Line                          | Quintard tábornok         | Csankó Zoltán     | Terrence Malick      |
| 1998 | A nemzet színe-java           | Primary Colors                             | Jack Stanton kormányzó    | Csankó Zoltán     | Mike Nichols         |
| 1999 | A tábornok lánya              | The General`s Daughter                     | Paul Brenner              | Csankó Zoltán     | Simon West           |
| 2000 | Háború a Földön               | Battlefield Earth: A Saga of the Year 3000 | Terl                      | Csankó Zoltán     | Roger Christian      |
| 2000 | Telitalálat                   | Lucky Numbers                              | Russ Richards             | Csankó Zoltán     | Nora Ephron (2.)     |
| 2000 | Telitalálat                   | Lucky Numbers                              | Russ Richards             | Gergely Róbert    | Nora Ephron (2.)     |
| 2001 | A vér kötelez                 | Domestic Disturbance                       | Frank Morrison            | Gergely Róbert    | Harold Becker        |
| 2001 | Kardhal                       | Swordfish                                  | Gabriel Shear             | Csankó Zoltán     | Dominic Sena         |
| 2002 | Austin Powers – Aranyszerszám | Austin Powers in Goldmember                | önmaga / Aranyszerszám    | Széles László     | Jay Roach            |
| 2003 | Kiképzőtábor                  | Basic                                      | Tom Hardy                 | Széles László     | John McTiernan       |
| 2004 | A tűzből nincs kiút           | Ladder 49                                  | Mike Kennedy kapitány     | Dörner György     | Jay Russell          |
| 2004 | Bobby Long                    | A Love Song for Bobby Long                 | Bobby Long                | Csankó Zoltán     | Shainee Gabel        |
| 2004 | A megtorló                    | The Punisher                               | Howard Saint              | Csankó Zoltán     | Jonathan Hensleigh   |
| 2005 | Csak lazán!                   | Be Cool                                    | Chili Palmer              | Széles László     | F. Gary Gray         |
| 2006 | Gyilkos szerelem              | Lonely Hearts                              | Elmer Robinson nyomozó    | Csankó Zoltán     | Todd Robinson        |
| 2007 | Faterok motoron               | Wild Hogs                                  | Woody Stevens             | Széles László     | Walt Becker (1.)     |
| 2007 | Hajlakk                       | Hairspray                                  | Edna Trunbald             | Csankó Zoltán     | Adam Shankman        |
| 2008 | Volt                          | Bolt                                       | Volt (hangja)             | Rékasi Károly     | Chris Williams       |
| 2009 | Hajsza a föld alatt           | The Taking of Pelham 123                   | Benard Ryder              | Széles László     | Tony Scott           |
| 2009 | Vén csontok                   | Old Dogs                                   | Charlie Reed              | Csankó Zoltán     | Walt Becker (2.)     |
| 2010 | Párizsból szeretettel         | From Paris with Love                       | Charlie Wax               | Csankó Zoltán     | Pierre Morel         |
| 2010 | Párizsból szeretettel         | From Paris with Love                       | Charlie Wax               | Széles László     | Pierre Morel         |
| 2012 | Vadállatok                    | Savages                                    | Dennis                    | Csankó Zoltán     | Oliver Stone         |
| 2013 | Gyilkos szezon                | Killing Season                             | Emil Kovac                | Haás Vander Péter | Mark Steven Johnson  |
| 2014 | A hamisító                    | The Forger                                 | Raymond J. Cutter         | Csankó Zoltán     | Philip Martin        |
| 2015 | Feszültség                    | Life on the Line                           | Beau Ginner               | Csankó Zoltán     | David Hackl          |
| 2015 | Bűnös utakon                  | Criminal Activities                        | Eddie                     | Csankó Zoltán     | Jackie Earle Haley   |
| 2016 | Az erőszak völgye             | In a Valley of Violence                    | Clyde Martin Békebíró     | Csankó Zoltán     | Ti West              |
| 2016 | Bosszúra törve                | I Am Wrath                                 | Stanley Hill              | Csankó Zoltán     | Chuck Russell (1.)   |
| 2018 | Gotti                         | Gotti                                      | John Gotti                | Csankó Zoltán     | Kevin Connolly       |
| 2018 | Halálos száguldás             | Speed Kills                                | Ben Aronoff               | Csankó Zoltán     | Jodi Scurfield       |
| 2019 |                               | Trading Paint                              | Sam Munroe                |                   | Karzan Kader         |
| 2019 | Mérgező rózsa                 | The Poison Rose                            | Carson Phillips           | Csankó Zoltán     | George Gallo         |
| 2019 | Mérgező rózsa                 | The Poison Rose                            | Carson Phillips           | Csankó Zoltán     | Francesco Cinquemani |
| 2019 | A fanatikus                   | The Fanatic                                | Moose                     |                   | Fred Durst           |
| 2022 | Paradise City                 | Paradise City                              | Buckley                   | Csankó Zoltán     | Chuck Russell (2.)   |
| 2023 | Bűnös vidék                   | Mob Land                                   | Bodie Davis               | Csankó Zoltán     | Nicholas Maggio      |
| 2024 | Cash Out – Nincs kiút         | Cash Out                                   | Mason Goddard             | Csankó Zoltán     | Randall Emmett       |
| 2025 | Cash Out – Játssz nagyban!    | High Rollers                               | Mason Goddard             | Csankó Zoltán     | Randall Emmett (2)   |

### Televízió
| Év        | Magyar cím                                 | Eredeti cím                                       | Szerep                                       | Megjegyzések               |
| --------- | ------------------------------------------ | ------------------------------------------------- | -------------------------------------------- | -------------------------- |
| 1972      |                                            | Emergency!                                        | Chuck Benson                                 | 1 epizód                   |
| 1972      |                                            | Owen Marshall, Counselor at Law                   | ismeretlen szerep                            | 1 epizód                   |
| 1973      |                                            | The Rookies                                       | Eddie Halley                                 | 1 epizód                   |
| 1974      |                                            | Medical Center                                    | Danny                                        | 1 epizód                   |
| 1974      |                                            | Nightmare                                         | férfi a bolt előtt (stáblistán nem szerepel) | tévéfilm                   |
| 1975      |                                            | The Tenth Level                                   | John                                         | tévéfilm                   |
| 1975      | A tizedik szint                            | The Tenth Level                                   | iskolai diák                                 | tévéfilm                   |
| 1975–1979 |                                            | Welcome Back, Kotter                              | Vincent "Vinnie" Barbarino                   | 79 epizód                  |
| 1976      |                                            | Mr. T and Tina                                    | Vinnie Barbarino                             | 1 epizód                   |
| 1976      |                                            | The Boy in the Plastic Bubble                     | Tod Lubitch                                  | tévéfilm                   |
| 1987      |                                            | Basements: The Dumb Waiter                        | Ben                                          | tévéfilm                   |
| 1987      |                                            | The Grand Knockout Tournament                     | önmaga                                       | különkiadás                |
| 1991      | Aranyláncok                                | Chains of Gold                                    | Scott Barnes                                 | tévéfilm (forgatókönyvíró) |
| 1992      | Borisz és Natasa                           | Boris and Natasha: The Movie                      | önmaga (cameo)                               | tévéfilm                   |
| 1994      | Saturday Night Live                        | Saturday Night Live                               | önmaga (házigazda)                           | 1 epizód                   |
| 2005      |                                            | Fat Actress                                       | önmaga                                       | 1 epizód                   |
| 2014      |                                            | Kirstie                                           | Mickey                                       | 1 epizód                   |
| 2016      | American Crime Story: Az O. J. Simpson-ügy | The People v. O. J. Simpson: American Crime Story | Robert Shapiro                               | 10 epizód (producer)       |
| 2020      |                                            | Die Hart                                          | Ron Wilcox                                   | 10 epizód                  |

## Díjak és jelölések
- Szombat esti Láz – Oscar-díj (1978) Jelölés – a legjobb férfi főszereplő
Golden Globe-díj (1978) Jelölés – a legjobb férfi főszereplő – zenés film vagy vígjáték
- Grease – Golden Globe-díj (1979) Jelölés – a legjobb férfi főszereplő – zenés film vagy vígjáték
- Ponyvaregény – Oscar-díj (1995) Jelölés – a legjobb férfi főszereplő
Golden Globe-díj (1995) Jelölés – a legjobb férfi főszereplő – dráma
BAFTA-díj (1995) Jelölés – a legjobb férfi főszereplő
- Szóljatok a köpcösnek! – Golden Globe-díj (1996) jelölés – a legjobb férfi főszereplő – zenés film vagy vígjáték
- A nemzet színe-java – Golden Globe-díj (1999) jelölés – a legjobb férfi főszereplő – zenés film vagy vígjáték
- Hajlakk – Golden Globe-díj (2008) – a legjobb férfi mellékszereplő

## Fordítás
- Ez a szócikk részben vagy egészben  a   John Travolta című angol Wikipédia-szócikk fordításán alapul.  Az eredeti cikk szerkesztőit annak laptörténete sorolja fel. Ez a jelzés csupán a megfogalmazás eredetét és a szerzői jogokat jelzi, nem szolgál a cikkben szereplő információk forrásmegjelöléseként.